# Heterostylodes macrura
Heterostylodes macrura är en tvåvingeart som först beskrevs av Johann Andreas Schnabl 1911.  Heterostylodes macrura ingår i släktet Heterostylodes och familjen blomsterflugor. Inga underarter finns listade i Catalogue of Life.